# Phytomyza oreophila
Phytomyza oreophila är en tvåvingeart som beskrevs av Franz 1947. Phytomyza oreophila ingår i släktet Phytomyza och familjen minerarflugor.
Artens utbredningsområde är Österrike. Inga underarter finns listade i Catalogue of Life.